# Pi Eriksson
Pi Maria Eriksson, född 12 februari 1946 i Stockholm, är en svensk konstnär. Hon ingick 1982 äktenskap med professor Åke Pallarp.
Eriksson, som är dotter till författaren Allan Eriksson och Maria Westerlund, studerade vid Konstfackskolan 1965–1970. Hon har utfört textil utsmyckning till Humanistcentrum vid Uppsala universitet, ridå för IBM Forum i Kista samt höll separatutställningar i Stockholm 1971, 1976 och 1982. Hon har varit ledamot av Kulturroteln för inköp av konst till Stockholms skolor, ledamot av Statens konstråd, suppleant 1981–1982, ordinarie ledamot 1982–1986 och projektledare för konsten till säkerhetskonferensen i Kulturhuset 1983–1986. Hon tilldelades stipendium av Deverthska kulturstiftelsen 2006.